# Kerk van Terwolde
De Kerk van Terwolde is een protestantse kerk in het dorp Terwolde in de Nederlandse provincie Gelderland. Koor en toren dateren uit het begin van de late middeleeuwen. Het laag gebleven schip werd in 1540 verhoogd en vergroot met een zijbeuk.

## Geschiedenis
De kerk is waarschijnlijk aan het eind van de dertiende eeuw gesticht, het bestaan van een kerspel Terwolde wordt in 1295 voor het eerst gedocumenteerd. Het godshuis was tot de Reformatie gewijd aan de heiligen Cosmas en Damianus die leefden in de derde eeuw en vooral na de kruistochten in de belangstelling stonden.

## Gebouw
De muren zijn in baksteen gemetseld met plinten en waterlijsten uit Bentheimer zandsteen. De oorspronkelijke stenen gewelven en de middeleeuwse houten kapconstructie zijn nog aanwezig. In het koorgedeelte zijn de ribben uitgevoerd in Baumberger kalksteen. Op de toren bevindt zich een bekapping met een voor de IJsselstreek vrij zeldzame zadeldakvorm. De indeling en het gebruik van de kerkruimte is deels nog gelijk aan de middeleeuwse situatie. Voor de inrichting van de kerk na de restauratie van 1994 is de situatie zoals die in de eerste helft van de negentiende eeuw was als uitgangspunt gekozen.

## Schilderingen
Na de Reformatie werden de muurschilderingen overgeschilderd waardoor ze eeuwenlang voor het oog verborgen waren.
Bij de restauratie in de jaren negentig zijn de schilderingen die nog te redden waren met veel geduld en inspanning weer zichtbaar gemaakt. Het schip uit 1540 bevat levensgrote afbeeldingen van Christus, Maria en zes apostelen, de ander zes zullen waarschijnlijk bij pleisterwerk verloren zijn gegaan. Deze schilderingen werden indertijd aangebracht door Ewolt van Delft die ook in andere kerken in de streek, waaronder de Grote of Lebuïnuskerk van Deventer, actief is geweest. In het koor werd aan het eind van de vijftiende eeuw een grote schildering aangebracht van de reus Christoffel die Jezus op zijn rug draagt. Deze afbeelding is maar gedeeltelijk bewaard gebleven omdat ze in de zestiende eeuw werd overgeschilderd met een afbeelding van het Laatste Oordeel.
Er is ook een omkaderde schildering van de moord op Cunera aan het hof van de Friese koning Radboud te Rhenen. Onder de afbeelding is met moeite een Latijnse tekst te ontcijferen die in vertaling heilige Cunera bidt voor ons zondaars luidt. Verder is in de kerk onder meer een apocalyptische Madonna te zien en, met name op de gewelven, allerlei afbeeldingen van dieren met een symbolische betekenis.

## Afbeeldingen van muurschilderingen

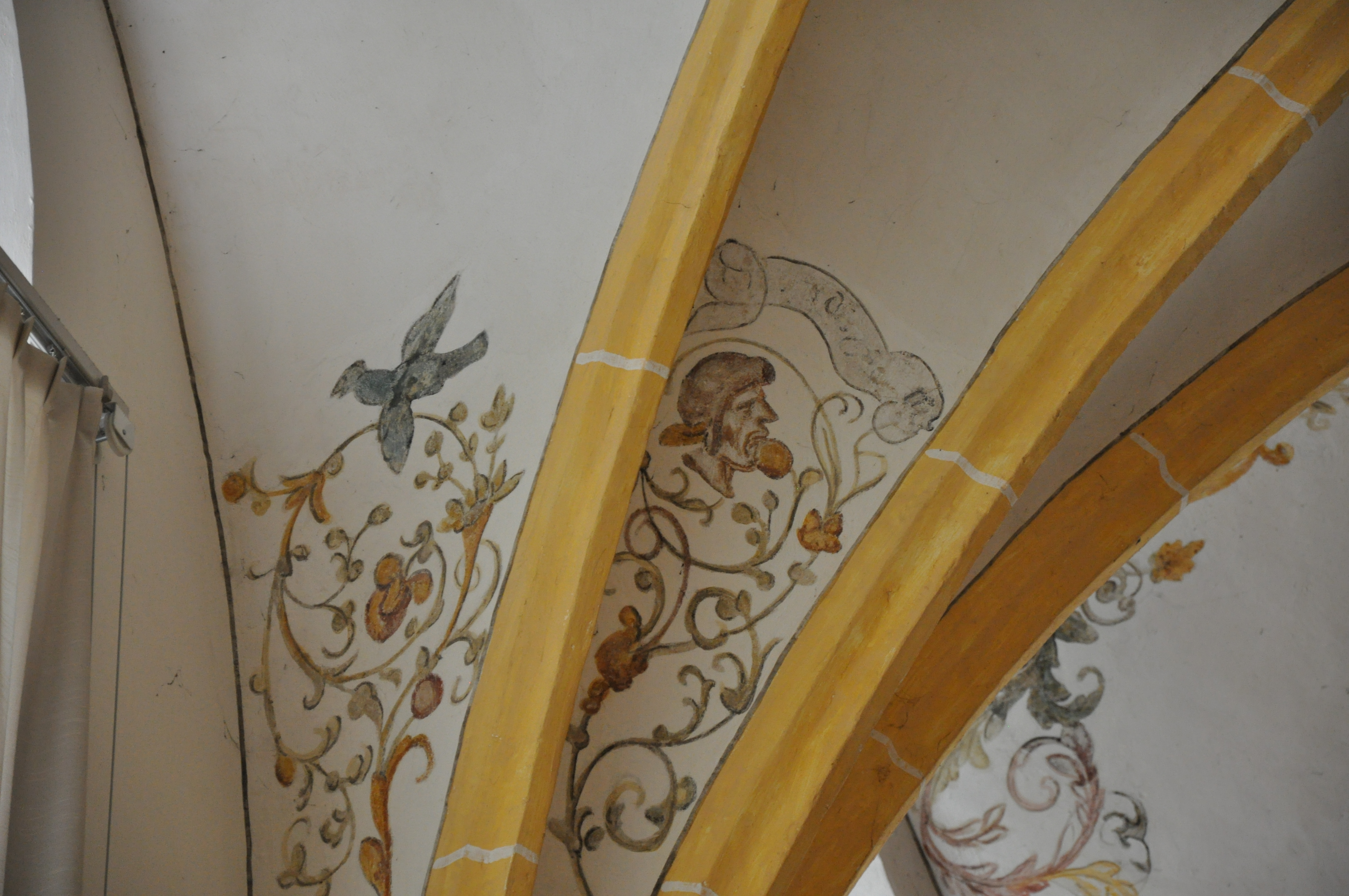
Zelfportret van Ewolt van Delft
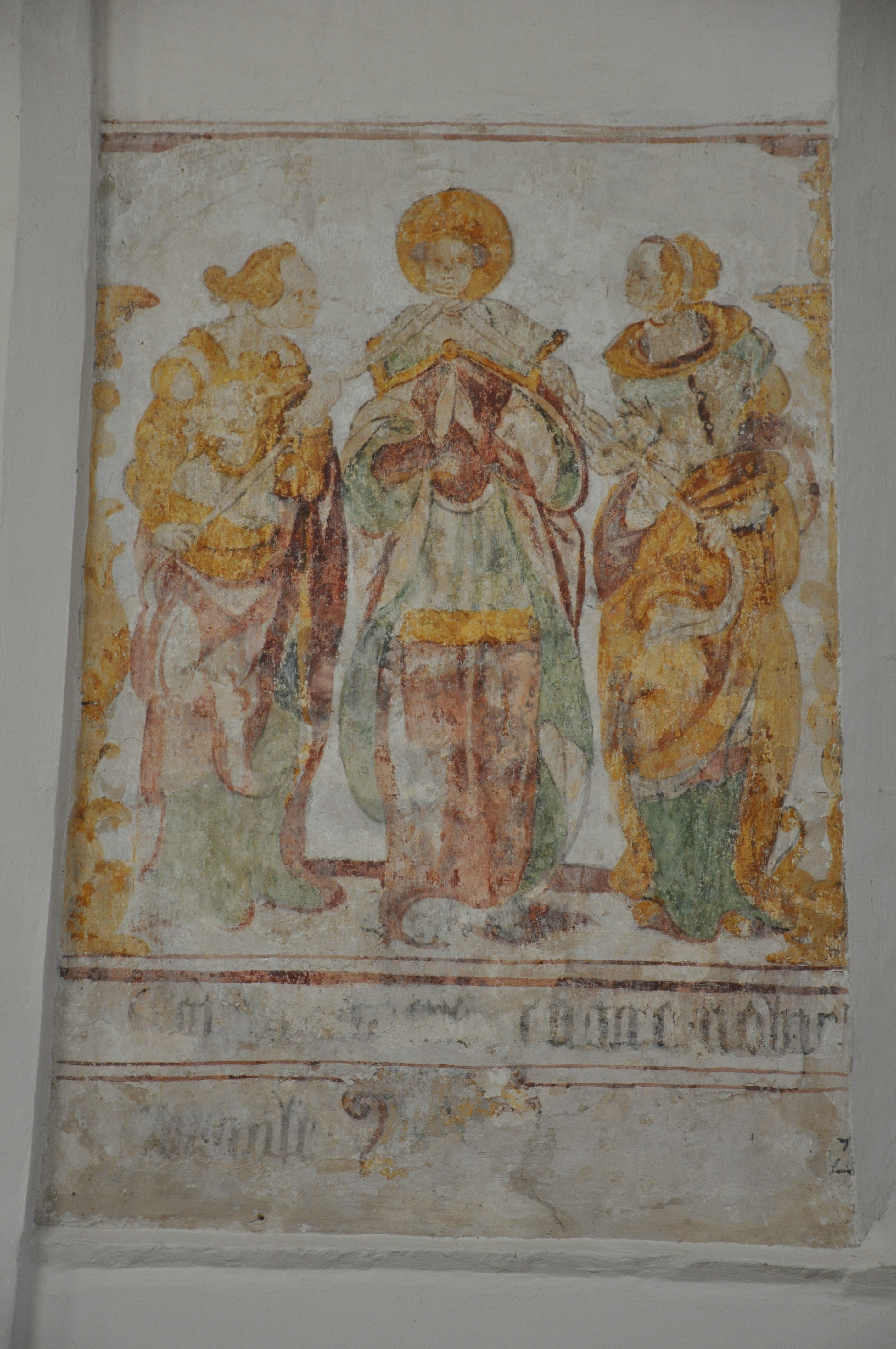
Cunera wordt gewurgd met haar halsdoek
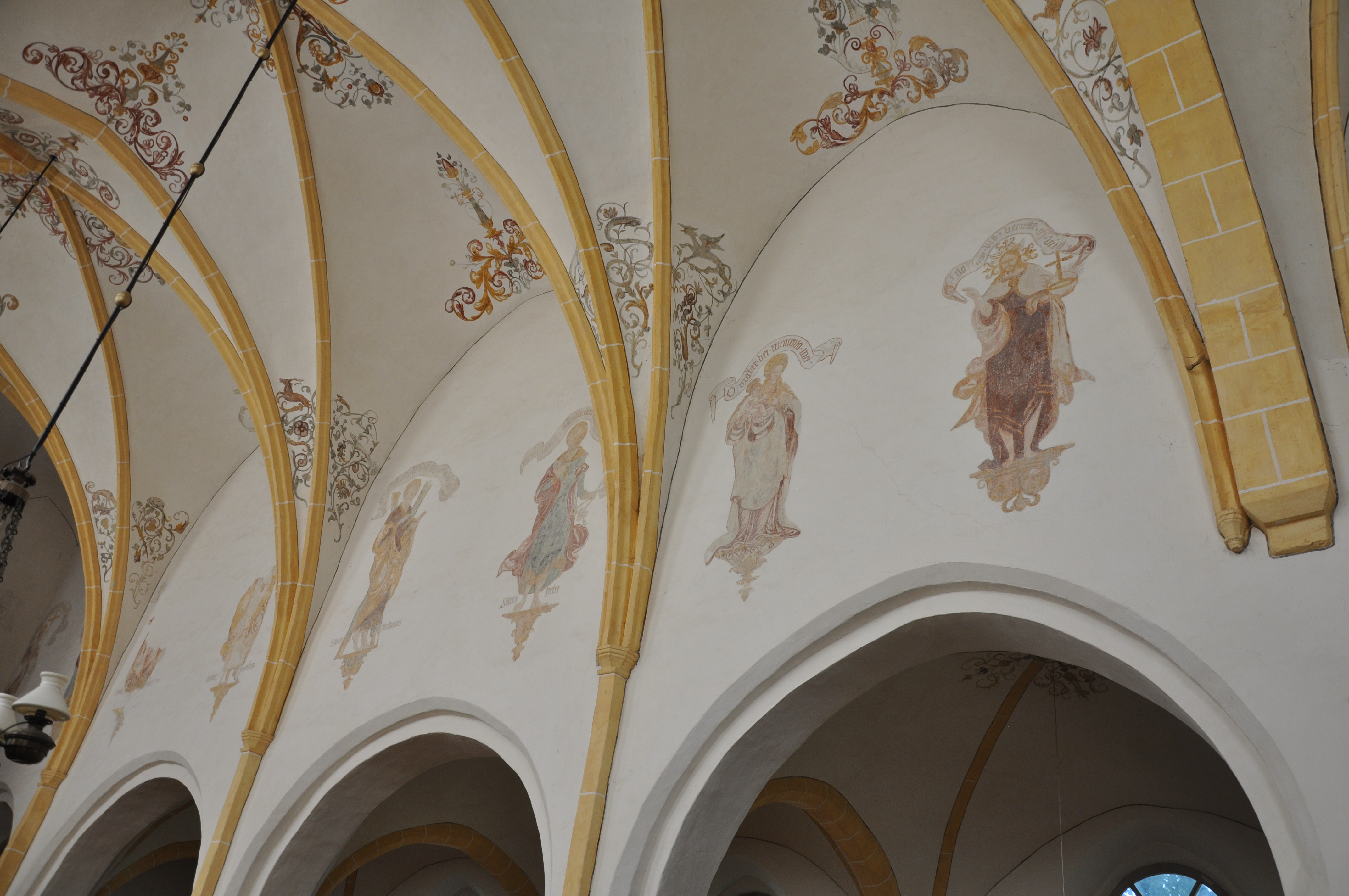
Apostelen op de noordwand van het schip